# 栗盛吉蔵
栗盛 吉蔵（くりもり きちぞう、1897年（明治30年）2月 - 1974年（昭和49年））は、昭和時代に活躍した日本画家、美術教師。号は大地。
奈良県奈良市高畑町にウィリアム・メレル・ヴォーリズ設計の自宅兼アトリエを構え、志賀直哉の高畑サロンに参加した。後に故郷の秋田県大館市で美術教師として教育に従事し、同地の美術界に大きな影響を与えた。

## 生涯

### 生い立ちと修学時代
1897年（明治30年）2月、秋田県大館町に、父栗盛倉松、母ヤエの三男として生まれる。生家の栗盛家は、曾祖父栗盛吉右衛門が一代で財を築いた北秋田郡有数の資産家で、吉右衛門は奨学金の貸し付けなどの育英事業を行う栗盛教育団を設立している。
大正年間に京都市立芸術大学の前身である京都市立美術工芸学校本科を卒業した。

### 奈良時代（1934年-1944年）
1934年（昭和9年）、奈良市高畑町の土地を取得し、1930年代にアメリカ出身の建築家ウィリアム・メレル・ヴォーリズの事務所に設計を依頼して自宅兼アトリエを建築した。この建物は奈良県内に現存する唯一のヴォーリズ建築とされている。
同じ高畑町に居住していた洋画家若山為三の紹介で、同じく高畑の住人であった作家、志賀直哉を中心とする文化人の交流の場「高畑サロン」に参加。同サロンの常連であった洋画家浜田葆光（二科会会員）に師事した。
1931年（昭和6年）、浜田の門下生約10人と共に美術グループ「新光会」を結成。同年の第1回展、翌年の第2回展ともに、当時興福寺北側にあった奈良県立奈良図書館で開催された展覧会に、「栗盛大地」の雅号で出品した。第1回展には志賀直哉も見学に訪れている。
1942年（昭和17年）には奈良県美術協会の日本画部幹事に就任。同協会は若山が設立に関わっている。

### 秋田帰郷と教育者時代（1944年-1974年）
1944年（昭和19年）、家族の事情により故郷の秋田県大館市に帰郷、それに伴って高畑町の土地と屋敷を手放すこととなった。
戦後、秋田県内の高等学校で美術教師となり、1963年（昭和38年）に秋田県立大館鳳鳴高等学校を63歳で退職した。退職時には80号の壁掛け画を同校に寄贈している。大館市の名の知られた画家たちの多くは、栗盛の影響を少なからず受けたとされる。当時の地元紙では秋田画壇の「大御所級」と評された。
1974年（昭和49年）、大館市にて死去。

## 作品と評価
栗盛は鹿を描く作品で知られていた。建て替え前の旧大館市役所庁舎の議員控え室には、栗盛の鹿を描いた作品が飾られていたという。
現在大館郷土博物館に「沼田信一の肖像」（95.0×88.0cm、日本画）が収蔵されている。

## 旧宅
栗盛が奈良時代に居住したヴォーリズ設計の旧宅は、2025年現在も奈良市高畑町に現存。「旧栗盛吉蔵邸」として、地域住民らにより保存運動が行われている。